# IStock
iStock（アイストック）は、オンライン画像マーケットサイト。マイクロペイメントの先駆者でもあり、画像を1ドルから購入できる仕組みを作り上げた。
1つのアカウントでストック画像、イラスト、ビデオ、フラッシュファイル、オーディオ（音源）とマルチメディアのすべての素材を提供。会員数は600万人以上。
80,000人以上の出品者（フォトグラファー）により、760万点以上の画像を提供している。出品者へのロイヤリティ（報酬額）は毎週およそ190万ドル。

## 歴史
iStockのCEOである ブルース・リビングストーン（en:Bruce Livingstone）により2000年に創立した。当初は数千点の写真を無料でシェアするサイトであった。　その後、マイクロペイメントのビジネススタイルを取り入れ、メンバー間のストックフォトの取引をEコマースに導かせ、メンバーと共に利益を共有する仕組みを構築してきた。今までライセンスされた画像を購入出来なかった人にも、購入できる価格で提供するなど、デジタルイメージ業界を変貌させた。
また、2006年9月より、30秒のビデオ（映像）を提供し始め、15ドルから購入する事ができる。
また、2009年からはオーディオ（音源）も提供。